# Distichopora uniserialis
Distichopora uniserialis är en nässeldjursart som beskrevs av Stephen D. Cairns 1986. Distichopora uniserialis ingår i släktet Distichopora och familjen Stylasteridae. Inga underarter finns listade i Catalogue of Life.